# كيث بيترز (لاعب دوري الرغبي)
كيث بيترز (بالإنجليزية: Keith Peters)‏ هو لاعب دوري الرغبي أسترالي، ولد في 25 مايو 1986 في بورت مورسبي في بابوا غينيا الجديدة.